# Erik Brandt
Erik Rud Brandt (født 16. oktober 1943 i København, død 11. marts 2023 i Hellerup) var en dansk modeskaber. Med sin hustru Margit Brandt opbyggede han Margit Brandt Design, hvor han tog sig af det forretningsmæssige mens Margit Brandt tog sig at den kreative del af virksomheden. 
Parret udviklede i 1970'erne en utraditionel forretningsstrategi med deres modemærke.
Faderen ejede konfektionsfabrikken Brandt og Salling.
Erik Brandt blev den 28. maj 1966 gift med designeren Margit Bjørløw Brandt.
Brandt var medstifter af Den Københavnske Bank i 1979.
Erik Brandt udgav i 2005 erindringsbogen Brandt.
Brandt havde et stort netværk i det danske jetset, og blev nogle gange omtalt som den dansk "jetset-godfather".